# Bujor Nedelcovici
Grigore Sergiu (Bujor) Nedelcovici (n. 16 martie 1936, Bârlad, Tutova, România – d. 18 noiembrie 2023, Paris, Franța) a fost un romancier și eseist român, stabilit din 1987 la Paris, Franța. 
După absolvirea Liceului Ion Luca Caragiale din Ploiești (promoția 1953) a urmat cursurile Facultății de Științe Juridice din București, al cărei diplomat devine în 1958. A profesat avocatura în Ploiești (1958-1959), după care a fost exclus din profesia de avocat datorită faptului că tatăl său a fost condamnat politic la opt ani de detenție. 

## Biografie
A absolvit în 1959 Facultatea de Drept din București. A fost avocat la Baroul de Avocați din Ploiești, de unde a fost radiat din motive politice (după arestarea tatălui), fiind obligat să muncească timp de 12 ani pe diverse șantiere și uzine din țară: Bicaz, Brașov, București. 
Din anul 1987 alege calea exilului, trăiește la Paris, unde continuă să scrie. Susține un ciclu de conferințe în Statele Unite și publică în Canada (La Revue Cité Libre) eseul Întâlnirea cu secolul al XXI-lea. Din 1987, face parte din colegiul de redacție al revistei Esprit, unde publică articole și eseuri. Este căsătorit cu Carmen Lăzăroiu, fosta soție a lui Dinu Patriciu.
A decedat în 18 noiembrie 2023 la Spitalul „Sf. Antoine” din Paris. După moartea sa, a avut loc o slujbă funerară în 28 noiembrie 2023, la Catedrala Greco-Ortodoxă „Sf. Ștefan” din Paris, care a fost oficiată de preotul român Valentin Bretan, și, ulterior, o altă ceremonie la casa funerară a Cimitirului Père Lachaise. Corpul neînsuflețit al scriitorului a fost incinerat în aceeași zi la Crematoriul cimitirului Père Lachaise. Urna cu cenușă urma să fie transportată ulterior în România și depusă în mormântul familiei Nedelcovici de la Mănăstirea Ghighiu.

## Opera publicată în România
- Ultimii, roman, 1970
- Fără vâsle, roman, 1972
- Noaptea, roman, 1974
- Grădina Icoanei, roman, 1977
- Zile de nisip, roman, 1979
- Somnul vameșului, roman, Biblioteca de proză română contemporană, Editura Eminescu, 1981
- Îmblânzitorul de lupi, roman, 1991
- Oratoriu pentru imprudență, nuvele, 1992
- Noaptea de solstițiu, piesă de teatru, 1992
- Aici și acum, publicistică, 1996
- Jurnal infidel. Ieșirea din exil 1992-1997, jurnal de exil, 1998
- Iarba zeilor, nuvele, 1998
- 2+1, teatru, 1999
- 'Lectorul de imagini, album de fotografii, 2006 [9]

## Opera publicată în Franța
- Al doilea mesager (Le Second Messager), roman, Éditions Albin Michel, 1985
- Le matin d'un miracle, roman, 1993
- Le provocateur, 2000

## Filmografiea

### Scenarist
- Întîlnirea (1982)
- Faleze de nisip (1983) - în colaborare cu Dan Pița
- Somnul insulei (1994) - în colaborare cu Mircea Veroiu

### Faleze de nisip
În 1981, romanul Zile de nisip este ecranizat (Faleze de nisip), dar filmul este imediat retras în urma criticilor lui Ceaușescu. În 1982, devine redactorul-șef al "Almanahului Literar" și șeful secției de proză al Asociației Scriitorilor din București. 

### Somnul insulei
Romanul Al doilea mesager, interzis de cenzura din România, apare la Editura Albin Michel de la Paris și obține Premiul Libertății oferit de PEN-Club Français. Acest roman a fost ecranizat în România de regizorul Mircea Veroiu în 1992, pelicula fiind intitulată Somnul insulei.

## Premii
- Premiul Asociației Scriitorilor din București, 1974, pentru romanul Noaptea
- Premiul Uniunii Scriitorilor, 1979, pentru romanul Zile de nisip; 1993, pentru romanul Dimineața unui miracol
- Premiul Libertății, acordat de Pen Club Français, 1986, pentru romanul Al doilea mesager
- Premiul Academiei Româno-Americane de Artă și Știință, 1992, pentru romanul Al doilea mesager
- Chevalier de l'Ordre des Arts et Lettres, 1990